# Лоїс Гардвік
Лоїс Гардвік (англ. Lois Hardwick) — американська акторка-дитина. Відома ролями Аліси у «Комедіях Аліси» Волта Діснея та Мері Джейн у «Бастері Брауні».
Гардвік зіграла Мері Джейн, кохану головного героя коміксів Бастера Брауна. Екранізацією цих коміксів з 1925 по 1929 роки у вигляді серії короткометражних фільмів займалася компанія Stern Bros. для Universal Pictures.
Також акторка зіграла маленьку дівчинку Алісу з серії фільмів «Комедії Аліси». Перша поява Лоїс відбулася у «Цирковому заціпенінні Аліси» у 1927 році. З десяти фільмів, в яких грала акторка, до нашого часу збереглися тільки три.
Після того, як Волт Дісней припинив виробцтво «Комедій Аліси» акторка продовжила знімання у фільмах про Бастера Брауна.
З 1929 року після завершення фільмів про Бастера Брауна нічого невідомо про Лоїс Гардвік, крім того, що у 1959 році актриса вийшла заміж за Дональда Сазерленда, канадського актора і кінопродюсера. Однак після 7 років спільного життя 1966-го вони розлучилися. Про їх дітей також нічого не відомо.
У серпні 1968 року Лоїс Гардвік померла. Тіло актриси було кремоване, пізніше урну з прахом поховали на Німецькому протестантському кладовищі Нью-Бремена, штат Огайо.

## Фільмографія
| Рік  | Оригінальна назва       | Назва українською               | Жанр    | Роль             | Режисер         |
| ---- | ----------------------- | ------------------------------- | ------- | ---------------- | --------------- |
| 1926 | Buster's Mix-Up         | «Плутанина Бастера»             | комедія | Малюк на вечірці | Гас Мейнс       |
| 1927 | Alice's Circus Daze     |                                 | комедія | Аліса            | Волт Дісней     |
| 1927 | Alice's Knaughty Knight |                                 | комедія | Аліса            | Волт Дісней     |
| 1927 | Alice's Three Bad Eggs  |                                 | комедія | Аліса            | Волт Дісней     |
| 1927 | Alice's Picnic          | «Пікнік Аліси»                  | комедія | Аліса            | Волт Дісней     |
| 1927 | Alice's Channel Swim    |                                 | комедія | Аліса            | Волт Дісней     |
| 1927 | Alice in the Klondike   | «Аліса в Клондайку»             | комедія | Аліса            | Волт Дісней     |
| 1927 | Alice's Medicine Show   | «Медичне шоу Аліси»             | комедія | Аліса            | Волт Дісней     |
| 1927 | Alice the Whaler        | «Аліса – китобій»               | комедія | Аліса            | Волт Дісней     |
| 1927 | Alice the Beach Nut     |                                 | комедія | Аліса            | Волт Дісней     |
| 1927 | Alice in the Big League | «Аліса у Великій лізі»          | комедія | Аліса            | Волт Дісней     |
| 1927 | 7th Heaven              | «Сьоме небо»                    | комедія |                  | Френк Борзейгі  |
| 1928 | Buster Minds the Baby   | «Бастер піклується про дитину»  | комедія | Мері Джейн       | Сем Ньюфілд     |
| 1928 | Halfback Buster         | «Півзахисник Бастер»            | комедія |                  | Сем Ньюфілд     |
| 1928 | The Campus Carmen       | «Кампус Кармен»                 | комедія |                  | Альфред Гулдінг |
| 1928 | The Bargain Hunt        | «Полювання за дешевою покупкою» | комедія |                  | Філ Вітман      |
| 1928 | Hubby's Weekend Trip    | «Поїздка у вихідні Габбі»       | комедія | клерк            | Гаррі Едвардс   |
| 1928 | Teacher's Pest          | «Шкідник вчителя»               | комедія |                  | Сем Ньюфілд     |
| 1928 | Out at Home             | «Виходячи з дому»               | комедія | Мері Джейн       | Сем Ньюфілд     |
| 1929 | Uncle Tom               | «Дядько Том»                    | комедія |                  | Філ Вітман      |
| 1929 | Calling Hubby's Bluff   | «Виклик блефу Габбі»            | комедія |                  | Гаррі Едвардс   |
| 1929 | Have Patience           | «Мати терпіння»                 | комедія |                  | Сем Ньюфілд     |
| 1929 | Knockout Buster         | «Нокаут Бастеру»                | комедія | Мері Джейн       | Френсіс Корбі   |
| 1929 | Tige's Girl Friend      | «Подруга Тіже»                  | комедія | Мері Джейн       | Сем Ньюфілд     |
| 1929 | Stop Barking            | «Зупинити гавкіт»               | комедія |                  | Сем Ньюфілд     |